# Mid Devon
Mid Devon is een Engels district in het shire-graafschap (non-metropolitan county OF county) Devon en telt 69.774 inwoners. De oppervlakte bedraagt 913 km².
Van de bevolking is 18,6% ouder dan 65 jaar. De werkloosheid bedraagt 2,3% van de beroepsbevolking (cijfers volkstelling 2001).

## Civil parishesin district Mid Devon
Bampton, Bickleigh, Bow, Bradninch, Brushford, Burlescombe, Butterleigh, Cadbury, Cadeleigh, Chawleigh, Cheriton Bishop, Cheriton Fitzpaine, Clannaborough, Clayhanger, Clayhidon, Coldridge, Colebrooke, Copplestone, Crediton, Crediton Hamlets, Cruwys Morchard, Cullompton, Culmstock, Down St. Mary, Eggesford, Halberton, Hemyock, Hittisleigh, Hockworthy, Holcombe Rogus, Huntsham, Kennerleigh, Kentisbeare, Lapford, Loxbeare, Morchard Bishop, Morebath, Newton St. Cyres, Nymet Rowland, Oakford, Poughill, Puddington, Sampford Peverell, Sandford, Shobrooke, Silverton, Stockleigh English, Stockleigh Pomeroy, Stoodleigh, Templeton, Thelbridge, Thorverton, Tiverton, Uffculme, Uplowman, Upton Hellions, Washfield, Washford Pyne, Wembworthy, Willand, Woolfardisworthy, Zeal Monachorum.